# Кристиан Димитров
Кристиан Димитров е български професионален футболист, защитник, национал на България, състезател на „Левски“ (София).

## Кариера
През лятото на 2013 подписва договор с юношеския отбор на „Ботев“ (Пловдив).

## Успехи
„Ботев“ (Пловдив)
- Купа на България: 2016/17